# Бобрей
45°52′31″ пн. ш. 1°17′44″ сх. д. / 45.87531° пн. ш. 1.295657° сх. д.
Бобрей — найбільший зовнішній район Ліможа (Верхня В’єна), який займає приблизно 230 гектарів, і один з найбільш густонаселених. Повністю відокремлений від центральної міської тканини міста Буа-де-ла-Бастід, його архітектура типова для зони узгодженого розвитку з 1970-х до 1990-х років, чергуючи великі комплекси, житлові райони та комерційні приміщення. 
Молодіжна політика була завершена у 2019 році: у рамках програми оновлення міста району колишній денний стаціонар повністю переобладнали на дитячий центр: у 2018 році відкрився молодіжний центр Жан-Жозеф Санфурш.
Важливе місце займає торговий центр Cora (1988), колишній Radar (1972), який об’єднує інші бренди в торговому центрі La Coupole. Поруч із останнім також розташований муніципальний культурний центр Жан Мулен. 